# 권택기
권택기(權宅起, 1965년 7월 27일 ~ )는 대한민국의 정치인이다. 제18대 국회의원을 지냈다.

## 개요
안동 출신으로 대구교대부속안동초등학교, 경덕중학교를 나와 안동고등학교를 거쳐 서강대학교 경영학과에 장학생으로 입학했다. 한나라당 소장파 모임인 미래연대 사무처장을 지내다 2002년 서울시장 선거 때 이명박과 첫 인연을 맺은 후, 대선기간 내내 이명박의 스케줄을 담당했다. 2008년 4월 총선에서 한나라당 광진갑 국회의원으로 당선되어 정무위원회 및 예산결산특별위원회 위원, 한나라당 싱크탱크인 (재)여의도연구소 부소장 등의 활동을 했다.

## 학력
- 대구교육대학교 안동부설국민학교 졸업
- 경덕중학교 졸업
- 안동고등학교 졸업
- 서강대학교 경영학과 졸업

## 경력
- 신용보증기금 비상임이사
- 서울시립대학교 산학협력단 교수
- 제20대 대통령 당선인 비서실 특별보좌역
- 국민의힘 제20대 대통령 선거 윤석열 대통령 후보 직속 총괄특보단 정무특보단 정무특보
- 국민의힘 복당
- 국민의힘 살리는 선거대책위원회 중앙선거대책위원회 총괄특보단 정무특보단 정무특보
- 국민의힘 4·7재보궐선거 서울시장 보궐선거 선거대책위원회 특보단 위원
- 4·7 서울시장 보궐선거 야권 후보 단일화 실무협상단 위원
- 한국피해자지원협회 고문
- 특임차관
- 제18대 국회의원(한나라당 광진갑)
- 국회 정무위원회 위원
- 한-아르메니아 의원친선협회 부회장
- 한나라당 기획위원장
- 국회 예산결산특별위원회 계수조정소위 위원
- (재)여의도연구소 부소장
- 한나라당 서울시당 상근부위원장
- 이명박 대통령당선자 비서실 정무기획2팀 팀장
- 한나라당 미래연대 사무처장
- 미 존스홉킨스대 국제관계대학원 객원연구원
- 미래를 위한 청년연대 사무처 처장

## 생애
1990년 대학을 졸업한 그는 현대해상화재보험에 입사, 샐러리맨으로 사회생활을 시작했다. 그런 그가 정치에 뜻을 두기 시작한 것은 1992년으로, 당시 현대해상의 대규모 파업을 경험하면서 노동현장의 중심에 정치가 자리한다는 것을 깨닫게 되었다  1998년 권정달 前의원의 입법보좌관으로 공식적인 정치 행보를 시작했다.
이후 2000년부터 한나라당 소장파 모임인 ‘미래연대’ 사무처장으로 활동하던 중, 2002년 서울시장 선거 때 이명박 캠프에 파견을 나가면서 이명박과 첫 인연을 맺었다.
서울시장 선거 후 미 존스홉킨스대 국제관계대학원 객원연구원으로 연수를 다녀온 권 의원은 2006년 7월, 이명박 대통령 선거캠프 전신인 안국포럼에 합류하였다. 이명박 예비후보 경선 선거대책위원회 기획단장, 이명박 대통령후보 비서실 기획단장, 이명박 대통령 당선자 비서실 정무기획팀장 등을 거친 후 제18대 국회의원(한나라당 광진갑)으로 당선되었다.

## 관련도서
『불칸집단의 패권형성사』 제임스 만 지음, 권택기ㆍ정인석 옮김, 2005년

## 전과
- 공직선거및선거부정방지법위반: 벌금 300만원 - 2000년 10월 13일 선고[2]

## 역대 선거 결과
|  | 53.77% |

|  | 46.26% |

|  | 20.32% |

## 소속 정당
| 소속 정당 | 소속 정당  | 소속 기간 | 비고      |
| --------- | ---------- | --------- | --------- |
|           | 한나라당   | 2006~2012 | 정계 입문 |
|           | 새누리당   | 2012~2017 | 당명 변경 |
|           | 자유한국당 | 2017~2020 | 당명 변경 |
|           | 미래통합당 | 2020      | 합당      |
|           | 무소속     | 2020~2022 | 탈당      |
|           | 국민의힘   | 2022~현재 | 복당      |

## 같이 보기
- 광진구 갑
- 서울 광진구의 국회의원
- 대한민국의 특임차관